# Ева Кристина фон Вюртемберг
Ева Кристина фон Вюртемберг (на немски: Eva Christina von Württemberg; * 16 май 1590, Щутгарт; † 5 април 1657, Дрезден) е принцеса от херцогство Вюртемберг и чрез женитба маркграфиня на Бранденбург и херцогиня на Йегерндорф (дн. Крнов в Чехия).

## Живот
Дъщеря е на херцог Фридрих I фон Вюртемберг (1593 – 1608) и Сибила фон Анхалт (1564 – 1614), дъщеря на княз Йоахим Ернст фон Анхалт.
Ева Кристина се омъжва на 3 юни 1610 г. в Йегерндорф за маркграф и херцог Йохан Георг фон Бранденбург-Йегерндорф (1577 – 1624) от фамилията Хоенцолерн, син на курфюрст Йоахим Фридрих фон Бранденбург. Те имат децата:
- Катерина Сибила (1611 – 1612)
- Георг (1613 – 1614)
- Албрехт (1614 – 1620)
- Катерина Сибила (*/† 1615)
- Ернст фон Бранденбург (1617 – 1642), титловен херцог на Йегерндорф